# Остроконечные кондиломы
Остроконечные кондиломы — разновидность кондилом, представляют собой маленькие выросты телесного цвета, которые могут появляться на половых органах, вокруг заднего прохода, иногда во рту. Как правило, они обусловлены вирусной инфекцией, вызываемой возбудителем — вирусом папилломы человека (ВПЧ).
Часто путают с перламутровыми папулами, которые не являются заболеванием. В отличие от перламутровых папул, остроконечные кондиломы неодинакового размера, мягкие, располагаются на тонкой «ножке».

## Этиология
Возникновение данного заболевания, как правило, связано с инфицированием вирусом папилломы человека (ВПЧ).  Папилломавирусная инфекция гениталий и промежности (ПВИ) — широко распространённое заболевание. Число людей, страдающих данной патологией в мире, за последнее десятилетие возросло. Наиболее типичным проявлением папилломавирусной инфекции являются остроконечные кондиломы аногенитальной области.
Однако следует отметить, что контакт с вирусами папилломы человека не всегда приводит к развитию заболевания. Считается, что развитие вирусной инфекции происходит на фоне снижения реактивности гуморального иммунитета.
клинические проявления развиваются при наличии предрасполагающего фактора, к которому относится:
- наличие сексуальных партнёров, вступавших в сексуальные контакты с больными аногенитальными кондиломами.

Существует ряд клинических исследований, доказывающих связь инфицирования ВПЧ и повышение риска возникновения злокачественных новообразований.

## Лечение
При данной патологии осуществляются различные методы лечения: цитотоксический, химический, физический, консервативный (применение различных иммуномодулирующих средств) и хирургический. В большинстве случаев лечение носит симптоматический и общеукрепляющий характер. Вне зависимости от метода лечения, у 20-30 % пациентов происходит рецидив заболевания с образованием новых кондилом.